# Élections législatives de 1876 dans le Nord
Les élections législatives de 1876 ont eu lieu les 20 février et 5 mars.

## Élus
|    | Circonscription     | Député élu                |  | Groupe parlementaire |
| -- | ------------------- | ------------------------- |  | -------------------- |
| 1  | 1re d'Avesnes       | Ernest Guillemin          |  | Gauche républicaine  |
| 2  | 2e d'Avesnes        | Émile de Marcère          |  | Centre gauche        |
| 3  | 1re de Cambrai      | Charles Desmoutiers       |  | Centre gauche        |
| 4  | 2e de Cambrai       | Édouard Parsy             |  | Centre gauche        |
| 5  | 1re de Douai        | Charles Merlin            |  | Gauche républicaine  |
| 6  | 2e de Douai         | Charles Mention           |  | Centre gauche        |
| 7  | 1re de Dunkerque    | Jean-Baptiste Trystram    |  | Gauche républicaine  |
| 8  | 2e de Dunkerque     | Louis Joos                |  | Constitutionnel      |
| 9  | 1re d'Hazebrouck    | Émile Massiet du Biest    |  | Centre gauche        |
| 10 | 2e d'Hazebrouck     | Charles Plichon           |  | Orléaniste           |
| 11 | 1re de Lille        | Pierre Legrand            |  | Centre gauche        |
| 12 | 2e de Lille         | Gustave Masure            |  | Union républicaine   |
| 13 | 3e de Lille         | Jules Derégnaucourt       |  | Union républicaine   |
| 14 | 4e de Lille         | Robert Eugène des Rotours |  | Orléaniste           |
| 15 | 5e de Lille         | Georges Brame             |  | Appel au peuple      |
| 16 | 6e de Lille         | Jules Leurent             |  | Orléaniste           |
| 17 | 1re de Valenciennes | Louis-Désiré Legrand      |  | Gauche républicaine  |
| 18 | 2e de Valenciennes  | Léon Renard               |  | Appel au peuple      |

## Résultats à l'échelle du département
| Partis         | Partis                                      | Premier tour | Premier tour | Deuxième tour | Deuxième tour | Sièges |
| Partis         | Partis                                      | Voix         | %            | Voix          | %             | Sièges |
| -------------- | ------------------------------------------- | ------------ | ------------ | ------------- | ------------- | ------ |
|                | Centre gauche                               | 67 223       | 29,67        | 9 451         | 100,00        | 7      |
|                | Orléanistes, Centre droit, Constitutionnels | 67 238       | 29,67        |               |               | 4      |
|                | Gauche républicaine, Républicains           | 43 525       | 19,21        | 3             |               |        |
|                | Bonapartistes                               | 29 531       | 13,03        | 2             |               |        |
|                | Union républicaine                          | 13 962       | 6,16         | 2             |               |        |
|                | Droite                                      | 5 107        | 2,25         | 0             |               |        |
|                |                                             |              |              |               |               |        |
| Inscrits       | Inscrits                                    |              | 100,00       | 14 629        | 100,00        | 18     |
| Votants        | Votants                                     |              |              | 9 978         | 68,21         |        |
| Abstentions    | Abstentions                                 |              |              | 4 651         | 31,79         |        |
| Blancs et nuls | Blancs et nuls                              |              |              | 527           | 5,28          |        |
| Exprimés       | Exprimés                                    | 226 586      |              | 9 451         | 94,72         |        |

## Résultats par arrondissement

### Arrondissement d'Avesnes

#### 1recirconscription
| Candidats      | Candidats                | Étiquette           | Premier tour | Premier tour |
| Candidats      | Candidats                | Étiquette           | Voix         | %            |
| -------------- | ------------------------ | ------------------- | ------------ | ------------ |
|                | Ernest Guillemin         | Gauche républicaine | 8 454        | 52,55        |
|                | Antonin Lefèvre-Pontalis | Centre droit        | 7 633        | 47,45        |
|                |                          |                     |              |              |
| Inscrits       | Inscrits                 | Inscrits            | 19 802       | 100,00       |
| Votants        | Votants                  | Votants             | 16 220       | 81,91        |
| Abstention     | Abstention               | Abstention          | 3 582        | 18,09        |
| Blancs et nuls | Blancs et nuls           | Blancs et nuls      | 133          | 0,82         |
| Exprimés       | Exprimés                 | Exprimés            | 16 087       | 99,18        |

#### 2ecirconscription
| Candidats      | Candidats        | Étiquette      | Premier tour | Premier tour |
| Candidats      | Candidats        | Étiquette      | Voix         | %            |
| -------------- | ---------------- | -------------- | ------------ | ------------ |
|                | Émile de Marcère | Centre gauche  | 10 202       | 58,73        |
|                | Émile Bottieau   | Centre droit   | 7 169        | 41,27        |
|                |                  |                |              |              |
| Inscrits       | Inscrits         | Inscrits       | 20 782       | 100,00       |
| Votants        | Votants          | Votants        | 17 413       | 83,79        |
| Abstention     | Abstention       | Abstention     | 3 369        | 16,21        |
| Blancs et nuls | Blancs et nuls   | Blancs et nuls | 42           | 0,24         |
| Exprimés       | Exprimés         | Exprimés       | 17 371       | 99,76        |

### Arrondissement de Cambrai

#### 1recirconscription
| Candidats      | Candidats           | Étiquette      | Premier tour | Premier tour |
| Candidats      | Candidats           | Étiquette      | Voix         | %            |
| -------------- | ------------------- | -------------- | ------------ | ------------ |
|                | Charles Desmoutiers | Centre gauche  | 11 359       | 54,90        |
|                | Jules Brabant       | Orléaniste     | 9 331        | 45,10        |
|                |                     |                |              |              |
| Inscrits       | Inscrits            | Inscrits       | 25 528       | 100,00       |
| Votants        | Votants             | Votants        | 20 918       | 81,94        |
| Abstention     | Abstention          | Abstention     | 4 610        | 18,06        |
| Blancs et nuls | Blancs et nuls      | Blancs et nuls | 228          | 1,09         |
| Exprimés       | Exprimés            | Exprimés       | 20 690       | 98,91        |

#### 2ecirconscription
| Candidats      | Candidats      | Étiquette      | Premier tour | Premier tour |
| Candidats      | Candidats      | Étiquette      | Voix         | %            |
| -------------- | -------------- | -------------- | ------------ | ------------ |
|                | Édouard Parsy  | Centre gauche  | 13 279       | 100,00       |
|                |                |                |              |              |
| Inscrits       | Inscrits       | Inscrits       |              | 100,00       |
| Votants        | Votants        | Votants        | 15 960       |              |
| Abstention     |                |                |              |              |
| Blancs et nuls | Blancs et nuls | Blancs et nuls | 26 881       | 16,80        |
| Exprimés       | Exprimés       | Exprimés       | 13 279       | 83,20        |

### Arrondissement de Douai

#### 1recirconscription
| Candidats      | Candidats      | Étiquette           | Premier tour | Premier tour |
| Candidats      | Candidats      | Étiquette           | Voix         | %            |
| -------------- | -------------- | ------------------- | ------------ | ------------ |
|                | Charles Merlin | Gauche républicaine | 7 858        | 100,00       |
|                |                |                     |              |              |
| Inscrits       | Inscrits       | Inscrits            | 14 931       | 100,00       |
| Votants        | Votants        | Votants             | 9 386        | 62,86        |
| Abstention     | Abstention     | Abstention          | 5 546        | 37,14        |
| Blancs et nuls | Blancs et nuls | Blancs et nuls      | 1 528        | 16,28        |
| Exprimés       | Exprimés       | Exprimés            | 7 858        | 83,72        |

#### 2ecirconscription
| Candidats      | Candidats       | Étiquette      | Premier tour | Premier tour |
| Candidats      | Candidats       | Étiquette      | Voix         | %            |
| -------------- | --------------- | -------------- | ------------ | ------------ |
|                | Charles Mention | Centre gauche  | 8 338        | 100,00       |
|                |                 |                |              |              |
| Inscrits       | Inscrits        | Inscrits       | 15 004       | 100,00       |
| Votants        | Votants         | Votants        | 10 110       | 67,38        |
| Abstention     | Abstention      | Abstention     | 4 894        | 32,62        |
| Blancs et nuls | Blancs et nuls  | Blancs et nuls | 1 772        | 17,53        |
| Exprimés       | Exprimés        | Exprimés       | 8 338        | 82,47        |

### Arrondissement de Dunkerque

#### 1recirconscription
| Candidats      | Candidats              | Étiquette           | Premier tour | Premier tour |
| Candidats      | Candidats              | Étiquette           | Voix         | %            |
| -------------- | ---------------------- | ------------------- | ------------ | ------------ |
|                | Jean-Baptiste Trystram | Gauche républicaine | 5 874        | 59,98        |
|                | Henri Dupuy de Lôme    | Bonapartiste        | 3 920        | 40,02        |
|                |                        |                     |              |              |
| Inscrits       | Inscrits               | Inscrits            | 13 695       | 100,00       |
| Votants        | Votants                | Votants             | 9 839        | 71,84        |
| Abstention     | Abstention             | Abstention          | 3 856        | 28,16        |
| Blancs et nuls | Blancs et nuls         | Blancs et nuls      | 45           | 0,46         |
| Exprimés       | Exprimés               | Exprimés            | 9 794        | 99,54        |

#### 2ecirconscription
| Candidats      | Candidats      | Étiquette       | Premier tour | Premier tour |
| Candidats      | Candidats      | Étiquette       | Voix         | %            |
| -------------- | -------------- | --------------- | ------------ | ------------ |
|                | Louis Joos     | Constitutionnel | 10 187       | 100,00       |
|                |                |                 |              |              |
| Inscrits       | Inscrits       | Inscrits        | 14 610       | 100,00       |
| Votants        | Votants        | Votants         | 10 523       | 72,03        |
| Abstention     | Abstention     | Abstention      | 4 087        | 27,97        |
| Blancs et nuls | Blancs et nuls | Blancs et nuls  | 336          | 3,19         |
| Exprimés       | Exprimés       | Exprimés        | 10 187       | 96,81        |

### Arrondissement d'Hazebrouck

#### 1recirconscription
| Candidats      | Candidats              | Étiquette      | Premier tour | Premier tour | Deuxième tour | Deuxième tour |
| Candidats      | Candidats              | Étiquette      | Voix         | %            | Voix          | %             |
| -------------- | ---------------------- | -------------- | ------------ | ------------ | ------------- | ------------- |
|                | Émile Massiet du Biest | Centre gauche  | 5 791        | 46,55        | 9 451         | 100,00        |
|                | Alexis de La Grange    | Légitimiste    | 5 107        | 41,05        |               |               |
|                | Dausse                 | Républicain    | 1 543        | 12,40        |               |               |
|                |                        |                |              |              |               |               |
| Inscrits       | Inscrits               | Inscrits       | 14 629       | 100,00       | 14 629        | 100,00        |
| Votants        | Votants                | Votants        |              |              | 9 978         | 68,21         |
| Abstention     | Abstention             | Abstention     |              |              | 4 651         | 31,79         |
| Blancs et nuls | Blancs et nuls         | Blancs et nuls |              |              | 527           | 5,28          |
| Exprimés       | Exprimés               | Exprimés       | 12 441       |              | 9 451         | 94,72         |

#### 2ecirconscription
| Candidats      | Candidats       | Étiquette      | Premier tour | Premier tour |
| Candidats      | Candidats       | Étiquette      | Voix         | %            |
| -------------- | --------------- | -------------- | ------------ | ------------ |
|                | Charles Plichon | Orléaniste     | 8 563        | 100,00       |
|                |                 |                |              |              |
| Inscrits       | Inscrits        | Inscrits       | 12 400       | 100,00       |
| Votants        | Votants         | Votants        | 9 132        | 73,65        |
| Abstention     | Abstention      | Abstention     | 3 268        | 26,35        |
| Blancs et nuls | Blancs et nuls  | Blancs et nuls | 569          | 6,23         |
| Exprimés       | Exprimés        | Exprimés       | 8 563        | 93,77        |

### Arrondissement de Lille

#### 1recirconscription
| Candidats      | Candidats      | Étiquette      | Premier tour | Premier tour |
| Candidats      | Candidats      | Étiquette      | Voix         | %            |
| -------------- | -------------- | -------------- | ------------ | ------------ |
|                | Pierre Legrand | Centre gauche  | 9 127        | 100,00       |
|                |                |                |              |              |
| Inscrits       | Inscrits       | Inscrits       | 16 029       | 100,00       |
| Votants        | Votants        | Votants        | 10 384       | 64,78        |
| Abstention     | Abstention     | Abstention     | 5 645        | 35,22        |
| Blancs et nuls | Blancs et nuls | Blancs et nuls | 1 257        | 12,11        |
| Exprimés       | Exprimés       | Exprimés       | 9 127        | 87,89        |

#### 2ecirconscription
| Candidats      | Candidats      | Étiquette          | Premier tour | Premier tour |
| Candidats      | Candidats      | Étiquette          | Voix         | %            |
| -------------- | -------------- | ------------------ | ------------ | ------------ |
|                | Léon Gambetta  | Union républicaine | 9 108        | 100,00       |
|                |                |                    |              |              |
| Inscrits       | Inscrits       | Inscrits           | 16 486       | 100,00       |
| Votants        | Votants        | Votants            | 10 532       | 63,88        |
| Abstention     | Abstention     | Abstention         | 5 954        | 36,12        |
| Blancs et nuls | Blancs et nuls | Blancs et nuls     | 1 424        | 13,52        |
| Exprimés       | Exprimés       | Exprimés           | 9 108        | 86,48        |

#### 3ecirconscription
| Candidats      | Candidats                 | Étiquette          | Premier tour | Premier tour |
| Candidats      | Candidats                 | Étiquette          | Voix         | %            |
| -------------- | ------------------------- | ------------------ | ------------ | ------------ |
|                | Jules Derégnaucourt       | Union républicaine | 4 854        | 51,16        |
|                | Constantin-Achille Descat | Orléaniste         | 4 633        | 48,84        |
|                |                           |                    |              |              |
| Inscrits       | Inscrits                  | Inscrits           | 11 245       | 100,00       |
| Votants        | Votants                   | Votants            | 9 557        | 84,99        |
| Abstention     | Abstention                | Abstention         | 1 688        | 15,01        |
| Blancs et nuls | Blancs et nuls            | Blancs et nuls     | 70           | 0,73         |
| Exprimés       | Exprimés                  | Exprimés           | 9 487        | 99,27        |

#### 4ecirconscription
| Candidats      | Candidats                 | Étiquette      | Premier tour | Premier tour |
| Candidats      | Candidats                 | Étiquette      | Voix         | %            |
| -------------- | ------------------------- | -------------- | ------------ | ------------ |
|                | Robert Eugène des Rotours | Orléaniste     | 13 947       | 100,00       |
|                |                           |                |              |              |
| Inscrits       | Inscrits                  | Inscrits       | 20 523       | 100,00       |
| Votants        | Votants                   | Votants        | 16 636       | 81,06        |
| Abstention     | Abstention                | Abstention     | 3 887        | 18,94        |
| Blancs et nuls | Blancs et nuls            | Blancs et nuls | 2 689        | 16,16        |
| Exprimés       | Exprimés                  | Exprimés       | 13 947       | 83,84        |

#### 5ecirconscription
| Candidats      | Candidats      | Étiquette      | Premier tour | Premier tour |
| Candidats      | Candidats      | Étiquette      | Voix         | %            |
| -------------- | -------------- | -------------- | ------------ | ------------ |
|                | Georges Brame  | Bonapartiste   | 11 168       | 63,96        |
|                | Desmazières    | Républicain    | 6 294        | 36,04        |
|                |                |                |              |              |
| Inscrits       | Inscrits       | Inscrits       | 21 627       | 100,00       |
| Votants        | Votants        | Votants        | 17 648       | 81,60        |
| Abstention     | Abstention     | Abstention     | 3 979        | 18,40        |
| Blancs et nuls | Blancs et nuls | Blancs et nuls | 186          | 1,05         |
| Exprimés       | Exprimés       | Exprimés       | 17 462       | 98,95        |

#### 6ecirconscription
| Candidats      | Candidats      | Étiquette       | Premier tour | Premier tour |
| Candidats      | Candidats      | Étiquette       | Voix         | %            |
| -------------- | -------------- | --------------- | ------------ | ------------ |
|                | Jules Leurent  | Constitutionnel | 5 775        | 55,36        |
|                | De Surmont     | Républicain     | 4 656        | 44,64        |
|                |                |                 |              |              |
| Inscrits       | Inscrits       | Inscrits        | 12 824       | 100,00       |
| Votants        | Votants        | Votants         | 10 546       | 82,24        |
| Abstention     | Abstention     | Abstention      | 2 278        | 17,76        |
| Blancs et nuls | Blancs et nuls | Blancs et nuls  | 115          | 1,09         |
| Exprimés       | Exprimés       | Exprimés        | 10 431       | 98,91        |

### Arrondissement de Valenciennes

#### 1recirconscription
| Candidats      | Candidats            | Étiquette      | Premier tour, | Premier tour, |
| Candidats      | Candidats            | Étiquette      | Voix          | %             |
| -------------- | -------------------- | -------------- | ------------- | ------------- |
|                | Louis-Désiré Legrand | Centre gauche  | 9 127         | 63,51         |
|                | Baron Michel         | Bonapartiste   | 5 244         | 36,49         |
|                |                      |                |               |               |
| Inscrits       | Inscrits             | Inscrits       | 16 029        | 100,00        |
| Votants        | Votants              | Votants        | 14 478        | 90,32         |
| Abstention     | Abstention           | Abstention     | 1 551         | 9,68          |
| Blancs et nuls | Blancs et nuls       | Blancs et nuls | 107           | 0,74          |
| Exprimés       | Exprimés             | Exprimés       | 14 371        | 99,26         |

#### 2ecirconscription
| Candidats      | Candidats      | Étiquette          | Premier tour | Premier tour |
| Candidats      | Candidats      | Étiquette          | Voix         | %            |
| -------------- | -------------- | ------------------ | ------------ | ------------ |
|                | Léon Renard    | Bonapartiste       | 9 199        | 50,70        |
|                | Alfred Girard  | Union républicaine | 8 946        | 49,30        |
|                |                |                    |              |              |
| Inscrits       | Inscrits       | Inscrits           | 25 280       | 100,00       |
| Votants        | Votants        | Votants            | 18 238       | 72,14        |
| Abstention     | Abstention     | Abstention         | 7 042        | 27,86        |
| Blancs et nuls | Blancs et nuls | Blancs et nuls     | 93           | 0,51         |
| Exprimés       | Exprimés       | Exprimés           | 18 145       | 99,49        |